# Яспер фон Бухвалд
Яспер фон Бухвалд (на немски: Jesper von Buchwald; * ок. 1528; † 24 февруари 1587) е благородник от род фон Бухвалд от Холщайн, господар на Кнооп и Борстел в Шлезвиг-Холщайн.
Той е вторият син на Марквард фон Бухвалд († 1545), господар в Кнооп и Зирхаген, и съпругата му Маргарета Щаке († 1545), дъщеря на Оте Щаке, господар на Форгард и Ритцерау († пр. 1468) и Анна Ритцерау. Брат му Дитлев фон Бухвалд (* ок. 1520; † 1590) е господар в Кнооп и Зирхаген.
Яспер фон Бухвалд умира на ок. 59 години на 24 февруари 1587 г. и е погребан в Алте Кремпе.
Клонове на фамилията фон Бухвалд съществуват до днес.

## Фамилия
Яспер фон Бухвалд се жени сл. 1545 г. за Анна фон Рантцау († 2 октомври 1595), дъщеря на Кай фон Рантцау († сл. 1560) и Ида фон Бломе-Зедорф († сл. 1563). Te имат 7 деца, 4 сина и 3 дъщери:
- Олегаард фон Бухвалд (* 1547, Борстел, Зегеберг; † ноември 1618, Каден, Рейнланд), омъжена за 	Волф/Вулф фон Алефелдт (* 1528, дворец Хазелдорф, Пинеберг; † 11 ноември 1572)
- Ханс Адолф фон Бухвалд († 1610), женен за Магдалена фон дер Виш
- Йохан Бухвалд († 1621), господар в Борстел, женен за Катерина фон Алефелдт
- Ида фон Бухвалд († 8 декември 1626), омъжена за Волф фон Рантцау († 27 август 1620)
- Клаус Бухвалд († 8 декември 1626), господар в Кнооп, женен I. 1579 г. за Емеренция фон Алефелдт (* ок. 1554, Хазелау; † 1598), II. за Доротея Рантцау
- Хайнрих фон Бухвалд (* ок. 1556; † 1616), господар в Шобо, женен за Хелвиг Рантцау (* ок. 1545; † 1631)
- Анна фон Бухвалд († сл. 1600), омъжена за Повл Брокдорф (1530 – 1592)